# プル川
プル川（プルがわ、英語: Pur、ロシア語: Пур）はロシアの西シベリア低地北部を流れる川である。長さは389km、流域面積は112,000平方kmにおよび、流域一帯はヤマロ・ネネツ自治管区に属する。

## 概要
プル川はピャクプル川（Пякупур）とアイヴァセダプル川（Айваседапур）の合流地点から始まる。ピャクプル川を本流として河川延長に含める場合もあり、この場合は長さ1,024kmとなる。流域のツンドラ地帯には85,000の湖があり、総面積は11,000平方kmに達する。プル川は11月から5月まで凍結し、雪解け時には増水する。河口からピャクプル川・アイヴァセダプル川の合流点まですべて航行可能である。
プル川はオビ川河口で、北極海のカラ海の一部であるオビ湾の東側にある、タゾフスカヤ湾という細長い三角江に流入する。タゾフスカヤ湾はタズ川の河口が形成する湾で、プル川の河口はタズ川河口の数km西にある。
プル川流域には天然ガスや石油資源が豊富である。ウレンゴイ・ガス田およびグブキン油田・ガス田が代表的であり、1970年代以降石油開発のための街が誕生し、道路や鉄道も建設された。